# Rucksacktourismus

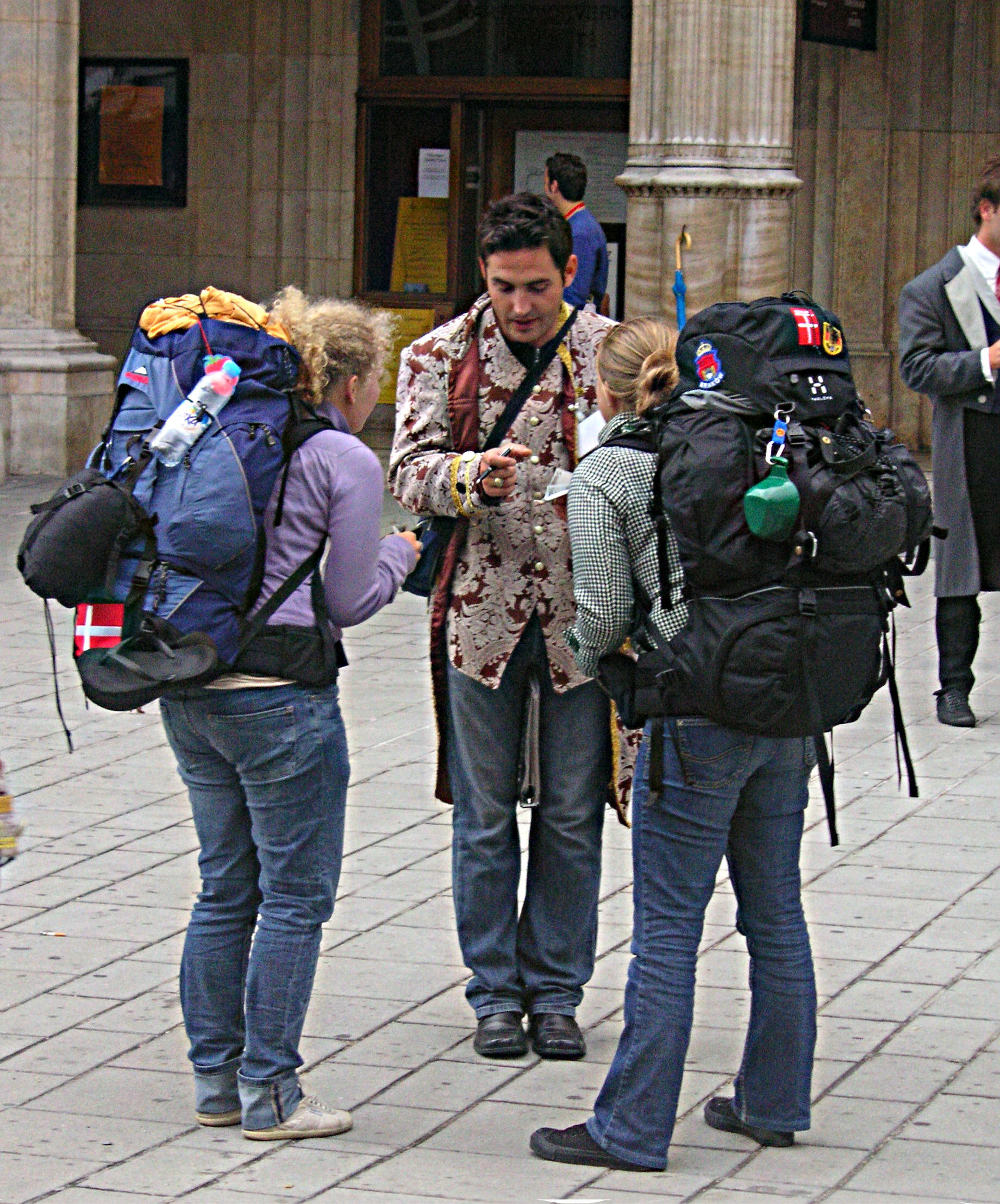
Rucksacktouristen in Österreich (2005)

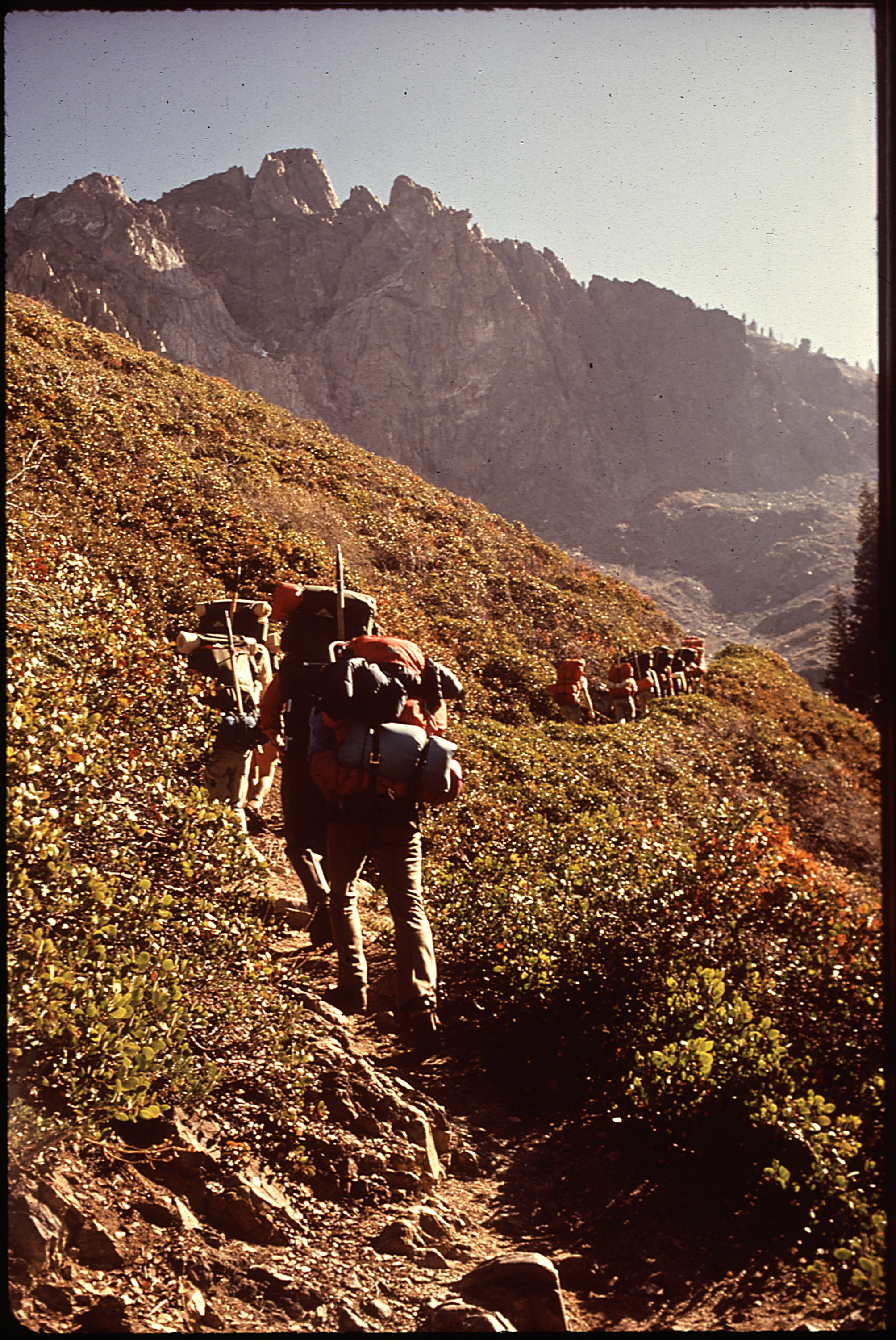
Gruppe von Rucksacktouristen im Gebirge

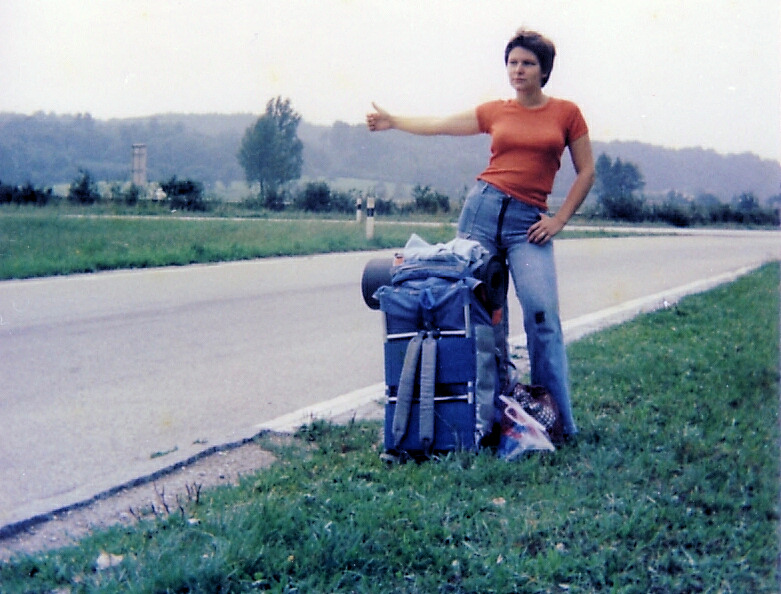
Reisen per Anhalter

Rucksacktourismus ist eine Art des Tourismus, bei dem man als Gepäck lediglich einen Rucksack mit sich führt (Rucksacktourist oder Backpacker) und meist nicht an einem Reiseziel verweilt, sondern selbstbestimmt zu verschiedenen Orten reist.

## Begriff
Der Begriff Rucksacktourismus (am. engl. backpacking) entstand im deutschsprachigen Raum in den 1970er Jahren. Der Anthropologe und Tourismuswissenschaftler Eric Cohen bezeichnete den Rucksacktourist 1972 auch als Drifter (abgeleitet vom engl. to drift – treiben, sich treiben lassen). In der heutigen Zeit wird von Backpackern, Weltenbummlern oder Globetrottern gesprochen. Die Bezeichnung Backpacker kommt aus dem amerikanischen Englischen (Backpack = Rucksack, im britischen Englisch ist rucksack gebräuchlich).

## Ursprung
Auch als Weltenbummler oder Globetrotter bekannt reisten junge Menschen aus dem angloamerikanischen Raum nur mit dem nötigsten Gepäck und meist ohne klare Vorstellung der Unterkunftsmöglichkeiten. Diese wurden erst vor Ort erkundet und sollten möglichst preiswert und abseits der sonstigen Unterkünfte der Pauschaltouristen, dafür aber in engerem Kontakt zur einheimischen Bevölkerung sein. Der Rucksacktourismus verstand sich als Alternative zum Massentourismus.
Bekannt wurde der Hippie trail – eine stark frequentierte Reiseroute von Europa über Land nach Asien. Südostasien war generell ein beliebtes Reiseziel und wird auch als Wiege des Alternativtourismus bezeichnet. Einen wichtigen Anteil hatte der 1973 erstmals erschienene Reiseführer South-East Asia on a shoestring (Lonely Planet). Durch den Reiseführer wurden Routen vorgezeichnet, welche durch die Rucksackreisenden frequentiert wurden, und damit die Errichtung von touristischen Infrastrukturen (Hotellerie, Gastronomie) ermöglichten. Auf diese Weise wird der Rucksacktourismus oft zu einem Vorläufer der touristischen Entwicklung von Regionen. In Europa trug die Einführung des preiswerten InterRail-Tickets durch die europäischen Eisenbahnen 1972 zum Wachstum des Rucksacktourismus bei.

## Beweggründe
Während bei den meisten der genannten Reisearten eine klare Motivation vorliegt, ist sie besonders beim Backpacking breit gefächert und wird aber in der Literatur kontrovers diskutiert. Manche Autoren nennen nur zwei, andere zwanzig, die gängigste Einteilung geht zurück auf Claude Kaspar, er unterscheidet fünf Hauptmotivationen:
- Physische Motivation: Erwartung von physischer Erholung und Entspannung
- Psychische Motivation: Erhoffen von psychischer Entlastung und Selbstfindung
- Interpersonelle Motivation: Wunsch nach Erlebnissen und Abenteuern
- Kulturelle Motivation: Interesse an Bildung und am Kennenlernen fremder Kulturen
- Status- oder Prestigemotivation: Wunsch nach Anerkennung und Wertschätzung (Renommierreisen).[3]

In der Soziologie stellt man einen Zusammenhang der Reisegründe mit den einzelnen sozialen Milieus her:
- Die jüngere Generation neigt verstärkt dem – ebenfalls am Hochkulturschema teilhabenden – Selbstverwirklichungsmilieu zu. Man schätzt vor allem „untouristische“ und „unverdorbene“ Orte „abseits ausgetretener Pfade“. Als klassische Reiseziele dieser Gruppe gelten heute etwa abgelegene Dörfer in Burgund oder der Toskana, aber auch fremdartige Gegenden wie der Himalaya.
- Durch eine Verbindung von Hochkultur- und Trivialschema ist das vorwiegend von Angehörigen der mittleren Bildungsschicht gebildete und in besonderem Maße zu Anpassung neigende Integrationsmilieu gekennzeichnet. Geschätzt werden erprobte und bekannte, durch eine gut ausgebaute Infrastruktur erschlossene Orte wie etwa die Küsten und Strände rund um das Mittelmeer, aber auch die österreichischen Berge und Seen. Gleichwohl werden in geringerem Maße auch Bestandteile der klassischen Bildungskanons wie etwa eine Studienreise nach Paris wahrgenommen.
- Jüngere Menschen aller gesellschaftlichen Schichten versammeln sich schließlich im Aktionsmilieu, das vom Spannungsschema geprägt ist. In ihrem Reiseverhalten streben sie vor allen Dingen nach Dynamik, Abwechslung und körperlicher Bewegung. Geschätzt werden Orte, wo „etwas los“ ist, etwa die Diskotheken der Badeorte, „actionträchtige“ Metropolen wie Berlin oder London, aber auch Abenteuer- und Sportreisen. Auf der Jagd nach immer neuen Reizen werden gerne große Strecken zurückgelegt, bevorzugt etwa auch durch Trampen oder Interrail.
- Im auf dem Trivialschema fußenden Harmoniemilieu schließlich finden sich vorwiegend ältere Menschen der einfacheren Bildungsschichten. Soweit überhaupt verreist wird, sucht man vorwiegend Ruhe, Erholung und Geborgenheit, insbesondere an bereits bekannten und vertrauten Orten im eigenen Land oder Sprachgebiet wie etwa dem Schwarzwald oder Südtirol. Das Freizeitprogramm besteht beispielsweise aus Spaziergängen und Wanderungen oder aus Badeaufenthalten und Heimatabenden.

## Rucksacktourismus heute
Rucksacktouristen reisen auf unterschiedlichste Art und Weise und aus den unterschiedlichsten Beweggründen. Einige haben ein genaues Ziel, verweilen nur an einem Ort, andere kennen nur den ersten Aufenthaltsort und lassen sich dann treiben oder es gibt von vornherein eine feste Routenplanung. Auch der Rückreisetermin kann vorher feststehen oder unbestimmt sein. Die Reisekasse kann für die gesamte Reisedauer bemessen sein (Reiseschecks und Kreditkarten) oder es sind zwischenzeitlich vor Ort Arbeitstätigkeiten zur Unterhaltssicherung vonnöten, wobei vereinzelt längere Aufenthalte an einem Ort durchaus üblich sind (Work & Travel). Zunächst hauptsächlich aus der Hippiebewegung der 1970er Jahre entstanden, haben heutige Rucksacktouristen sehr unterschiedliche Hintergründe.

## Neue Form des Massentourismus
Als Ausdruck von Individualität begonnen, entwickelte sich diese alternative Form des Tourismus im Laufe der Jahre zu einer Massenbewegung. In vielen von Rucksacktouristen stark frequentierten Gegenden führte dies zu Begleiterscheinungen, wie sie auch im konventionellen Tourismus auftreten, der eigentlich ursprünglich abgelehnt wurde.
Bisweilen schadet der Rucksacktourist langfristig den Zielregionen genauso wie der Massentourismus. Ferner hat auch nicht jeder Rucksacktourist eine ökologischere oder sozialere Gesinnung als der Massentourist. Für die Einschätzung der einheimischen Bevölkerung ist es auch meist unerheblich, ob es sich um Rucksack- oder konventionellen Tourismus handelt.